# Baryt (pocisk)
Baryt – polski pocisk ćwiczebny kalibru 125 mm przeznaczony do szkolenia w strzelaniu pociskami przeciwpancernymi  podkalibrowymi stabilizowanymi brzechwowo (APFSDS).
W czasie szkolenia załóg czołgów istotnym problemem jest duża strefa niebezpieczna przy strzelaniu pociskami  APFSDS. Sięga ona 20–40 km. Dlatego w WITU opracowano prototypy dwóch ćwiczebnych pocisków APFSDS. Projekty otrzymały kryptonimy Biotyt i Baryt.
Baryt jest pociskiem rdzeniowym, powstałym poprzez modyfikacje przestarzałych pocisków BM9 i BM15. Modyfikacja polega na zamontowaniu przed brzechwami hamulca aerodynamicznego mającego kształt okrągłej tarczy. Kształt i wielkość otworów  w hamulcu jest tak dobrana, że przy odległościach do 2000 m balistyka Baryta jest zbliżona do pocisków bojowych, a jednocześnie maksymalna donośność pocisku spada do 6000–7000 m.